# 裏道
『裏道』（うらみち、原題：英: The Shunpike）は、アメリカ合衆国の小説家ロバート・M・プライスによる小説。クトゥルフ神話の1つ。ツァトゥグァ譚。

## 概要
1997年の短編集『ラヴクラフトの世界』に収録され、単行本が2006年に邦訳された。
聖書学者であるプライスが、ロマールとナコトの宗派のテーマを近現代ものとして描いている。フォックスフィールドの宗教はモルモン教に似ているが作中内でモルモン教と別個のものとされる。
またグノフ＝ケーとヴーアミ族を同一視しているという特徴がある。ラヴクラフトが創造したグノフ＝ケーと、スミスが創造したヴーアミは、どちらも古代の極北に棲息していたとされる半獣人であり、プライスの盟友リン・カーターも区別しているが、プライスは同一種の別呼称とした。作中でもグノフ＝ケーと呼ばれたりヴーアミと呼ばれたりと、統一されていない。他にもリチャード・F・シーライトの設定が取り込まれている。
東雅夫は「見慣れぬ裏道を通ったために、ロマールの民と、「ナコト写本」を奉ずる奇妙に古風な町フォックスフィールドに逢着した男の恐怖を描く」と解説する。

## あらすじ

### 過去
かつてニューイングランドで、信仰復興の時代があった。フォックスフィールドの町には、メソジスト派・浸礼派・聖潔派などさまざまな教会や宗派から巡回牧師や説教師がやって来て、住人を教化した。だが彼らがよそに伝道に行ってしまうと、残された町の住人達は家族同士でさえ信仰がバラバラになってしまった。教義に迷った彼らの中で、フィニアス・ホウグという若者が託宣を受け、ロマールの民からナコト写本の銘板を授かる。以来、ロマールの無名の宗派がフォックスフィールドの教義となっている。フォックスフィールドの町は外の社会とは切り離され、孤立する。
表向きは温和な教義であるが、ロマールの民が真にフォックスフィールドに要求していることは、出入口を隠しておくことと、敵対勢力の門が開かれないように監視することである。ロマールの民は超常的な力を有しており、裏切者は消される。今となってはほとんどの住人はそれを知らず、疑問を持つことすらない。
フォックスフィールドの聖職者であるレンフルー長老は、町から出たいという考えから、わざと裏道への入口を外の住人の目につくようにする。彼は、警察や武装した人々が大勢やって来て、町を発見してくれることを期待していた。

### 訪問者ウィリット
ハワード・ウィリットの職業は、ニューイングランド一帯に店舗を広げているチェーン・フランチャイズの訪問監査員であり、仕事柄各地を自動車で走り回ることが日常となっている。あるときウィリットは、印刷された地図には載っていない道に遭遇し、好奇心から入り込むと、フォックスフィールドという町に到着する。そこは古めかしい、まるで一世代前のような街並みをしていた。住人たちは、物珍しげにウィリットに視線を向けてくる。
ウィリットがレストランで食事をしていたところ、若い聖職者・レンフルー長老が同席を申し出てくる。彼は外部の者がフォックスフィールドに来るのはきわめて稀なことだと言い、教会の責任者に面会してもらいたいと続ける。ウィリットがレンフルーらの宗派を尋ねると、彼は回答を濁す。また、教会の建物には、教会や宗派の名を示す表示がなく、「秘められたものがあらわれ、隠されたものが明らかになる」という、聖典からの引用らしき言葉が記されていたが、ウィレットは引用元を特定できなかった。やがて、ウィレットは書斎で、教会および町の指導者であるというソーンダイク長老と面会し、この町にチェーン店を出したいと申し出るが、フォックスフィールドは前時代に外部から世俗的な影響を受けないと決めた町であるという理由から、断られてしまう。
ウィリットは町唯一のホテルに宿泊する。借用した「ナコト写本」を読んだ彼は、見かけはキリスト教化されているが中身は別物であることに気づく。町の者たちは明言しないが、ウィリットは自分が町に足止めされていることを察する。訪問してきたレンフルーに尋ねたところ、彼らはウィリットを軟禁しようとしていることを認める。ウィリットを見張るべく、警官やハンターが警備についているという。そしてレンフルーは、自分も町から出たいと考えているという本心を告白する。ウィリットは、自分がいなくなったら外の人たちが足取りを調べて、やがて裏道も見つかり、捜索隊がフォックスフィールドに来るだろうと言う。しかしレンフルーは、裏道は隠されるだろうし、何よりもロマールの民がいるのだから、外部の捜索隊がやって来ても何もできないと答える。唐突に神話のロマールの民を出されて、ウィリットは困惑する。レンフルーは「なぜ、外来者を嫌う町にこんなホテルがあると思いますか？」と問い、続けて「ロマールの民が訪れるからです」と解答する。
翌朝ウィリットは、レンフルー、ソーンダイク長老、警官の3人に連れられて、巨岩へと赴く。ソーンダイク長老は、ウィリットにロマールの民の内なる領域を見せると言い、儀式を始めると、異界の情景が出現する。ウィリットには2勢力が争っている程度のことしかわからなかったが、町の住人である3人にはさらに鮮明なヴィジョンが見えており、これが仇となって警官が錯乱し、2人の長老を撃つ。ウィリットは負傷したレンフルーをかつぎ上げて町へと戻る。天上の騒ぎを聞きつけて、町の住人達は起きていたが、何をすることもできなかった。レンフルーは、別世界の扉を開けてヴーアミをモロニにけしかけたことを告白すると、絶命する。ウィリットは車をみつけて町から逃げる。去り際に町の方を振り返ると、雲がどこか蟾蜍じみた輪郭を取っていた。

## 登場人物・用語

### 登場人物
- ハワード・ウィリット - 語り手。ニューイングランド地方一帯の外食チェーン店の訪問監視員。信仰はごく普通の、会衆派教会の平教徒で、聖書をひととおり諳んじている。従弟がモルモン経に改宗したために、それなりに知識がある。たまたまフォックスフィールドを訪れ、店舗を進出させたいと思うようになる。
- レンフルー長老- 若い聖職者。フォックスフィールドの町を孤立させるという責任を持つがゆえに、町の外についてもある程度の知識があり、町の外に出たいと考えている。いわば背信者。
- ソーンダイク長老 - 教会の責任者であり、町長も兼ねる。
- フィニアス・ホウグ - モロニから託宣を受けた預言者。100年以上前の人物だが、モロニの異次元で今なお存命であるという。ホーグ船長と同姓。
- ジョウゼフ・スミス - 実在の人物。モルモン経の創設者として作中で言及がある。

### 用語
フォックスフィールド
マサチューセッツ州バークシャー近郊にある、裏道の先に隠されている町。かつて信仰が乱れた反動で、ロマールの教派へと統一がなされた。外界からは孤立しており、一世代前のような街並みが並ぶ。
レストランの肉料理には牛肉料理が存在せず、野菜料理は「星の花」「天使の根」など独特の名称の素材を用いる。メニューには値段の表示がなく、ほとんど手書きのように見える独自の紙幣を用いている。
モロニ
かつて極北に存在した国ロマールの民。ロマール国はグノフ＝ケーの侵攻を受け、最終的にモロニは主アヴァロスの力でロマールを離れて隠された世界に避難した。フィニアス・ホウグに託宣を授けた。
モロニは今でも秘密の領域に隠れ住んでおり、外に出ることはめったにない。そこは時間のない領域で、目覚めの人生よりも夢に似ており、その領域から外に出ると人間のように年をとる。彼らは無窮の不死性をいわば独占しており、フォックスフィールドの住人はごく限定的に彼らの領域に入ることを許可されている。フォックスフィールドの料理に使われる動物や作物はそこで採取されたもの。ただ一人、フィニアス・ホウグだけは彼らの世界に行って暮らした。
モロニという名前は、モルモン経の託宣の天使の名前（モロナイ（英語））でもある。天使モロナイがジョセフ・スミス・ジュニアに授けた金板の書を翻訳したという経典がモルモン書である。
グノフ＝ケー
別名をヴーアミという半獣人。ロマールに侵攻してきたが、戦いの末にどうなったのかはわかっていない。
外世界のツァトゥグァというデーモンが、動物から獣人種へと進化させた。彼らはツァトゥグァを崇拝する。
作劇として、HPラヴクラフトが創造したグノフ＝ケーと、CAスミスが創造したヴーアミ族をミックスさせてアレンジしている。
ナコト写本
モロニ（ロマールの民）が、フォックスフィールドの預言者ホウグに授けた銘板。製本され英訳されているが、いくつかの固有名詞は音訳されているにすぎず、表現する英語の言葉が存在しない。
ムナールの地の預言者キシュの言葉や、モロニとグノフ＝ケーの戦いの歴史が記されている。
ラヴクラフトの設定では、ナコト写本はロマールが滅んだときにドリームランドに持ち込まれたとされている。本作のナコト写本は、避難したロマールの民がさらに書き継いでいるため、既存のナコト写本とは同じ名前でも別物に派生している。また、銘板がエルトダウン・シャーズで、写本をナコトと呼んでいるだけの可能性が示唆されている。
アヴァロス
モロニの神。詳細不明。
リチャード・F・シーライトの『暗根』『知識を守るもの』にて言及がある。文献「エルトダウン・シャーズ」の記述では、太古の悪魔のような存在であるらしい。またラヴクラフトは「シャーズ」と「ナコト写本」の内容が類似していると設定している。
ツァトゥグァ
グノフ＝ケー（ヴーアミ）の神。蝙蝠、触腕、蟾蜍などに形容される。
邪神として、スミスが創造し、ラヴクラフトがアレンジし、カーターなどが統合整理した。本作のツァトゥグァはラヴクラフトの系譜にあたる。

## 収録
- 青心社『ラヴクラフトの世界』大瀧啓裕訳